# Therapeutic Intervention Scoring System
Das Therapeutic Intervention Scoring System (TISS) ist ein 1974 von Cullen et al. vorgestelltes Scoring-System zur Quantifizierung des täglichen Pflege- und Therapieaufwandes schwerkranker Patienten.
Das TISS-Scoring enthält pro Parameter eine bestimmte Anzahl von Punkten. Aus der Summe der jeweiligen Punkte (Score-Wert), erhoben über einen Zeitraum von 24 Stunden, lässt sich der Aufwand für Therapie, Pflege und Betreuung des Patienten abschätzen. Seit seiner Einführung wurde er oft adaptiert, hat sich weit verbreitet und gilt mittlerweile als etablierter Standard-Score.
Ein aktuelles Therapeutic Intervention Scoring System besteht aus 28 (TISS28) Items. 6 Zusatzitems können optional erfasst werden. Somit wird eine tägliche Darstellung der Aktivitätsmuster auf Intensivstationen ermöglicht.
Die im TISS28 zu sammelnden Leistungen sind:
| Standard-Monitoring     | Labor                                  | Medikation: einmalig  | Medikation: mehrfach       | Medikation vasoaktiv: einmalig | Medikation vasoaktiv: mehrfach | Verbandswechsel: Routine                  |
| Verbandswechsel: häufig | Drainagenpflege                        | Atemunterstützung     | Atemtherapie               | Beatmung mechanisch            | Tubuspflege                    | Flüssigkeitsersatz massiv                 |
| Katheter arteriell      | Pulmonaliskatheter                     | Katheter zentralvenös | Reanimation kardiopulmonal | Harnbilanzierung               | Diurese aktiv                  | Nierenersatztherapie                      |
| Hirndruckmessung        | Behandlung metabolischer Entgleisungen | Ernährung: enteral    | Ernährung: parenteral      | Intervention: einfach          | Intervention: mehrfach         | Diagnostik und Therapie außerhalb der IBS |

|                           | Optional                   |                                                     |
| ------------------------- | -------------------------- | --------------------------------------------------- |
| Agitation und Delirium    | Assist kardial             | Assist pulmonal                                     |
| Hypothermie therapeutisch | Lebersupport extrakorporal | Kontinuierliche intravenöse antikonvulsive Therapie |